# Khufiyya

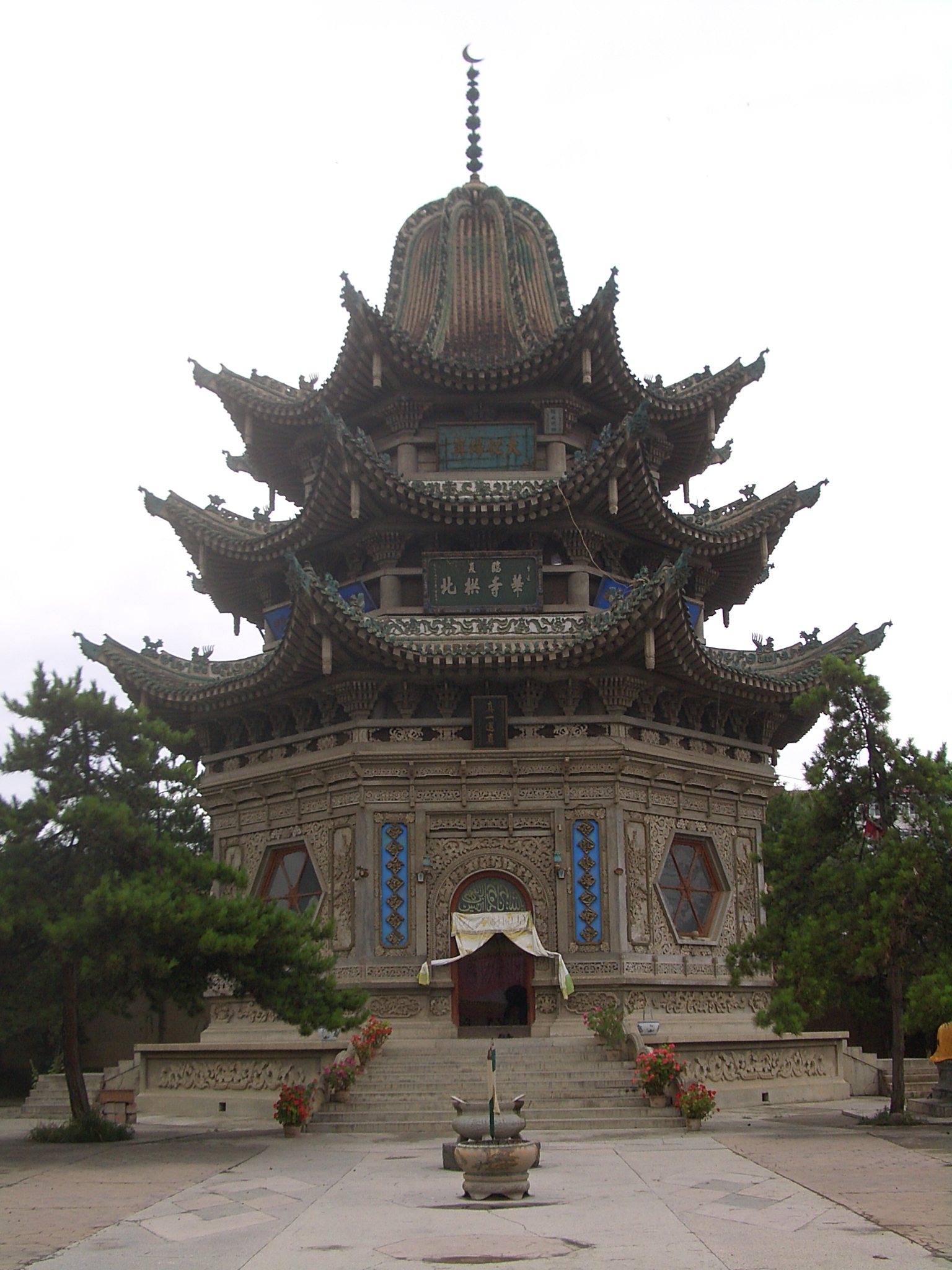
Ma-Laichi-Mausoleum (Hua Si Gongbei) in Linxia, Provinz Gansu

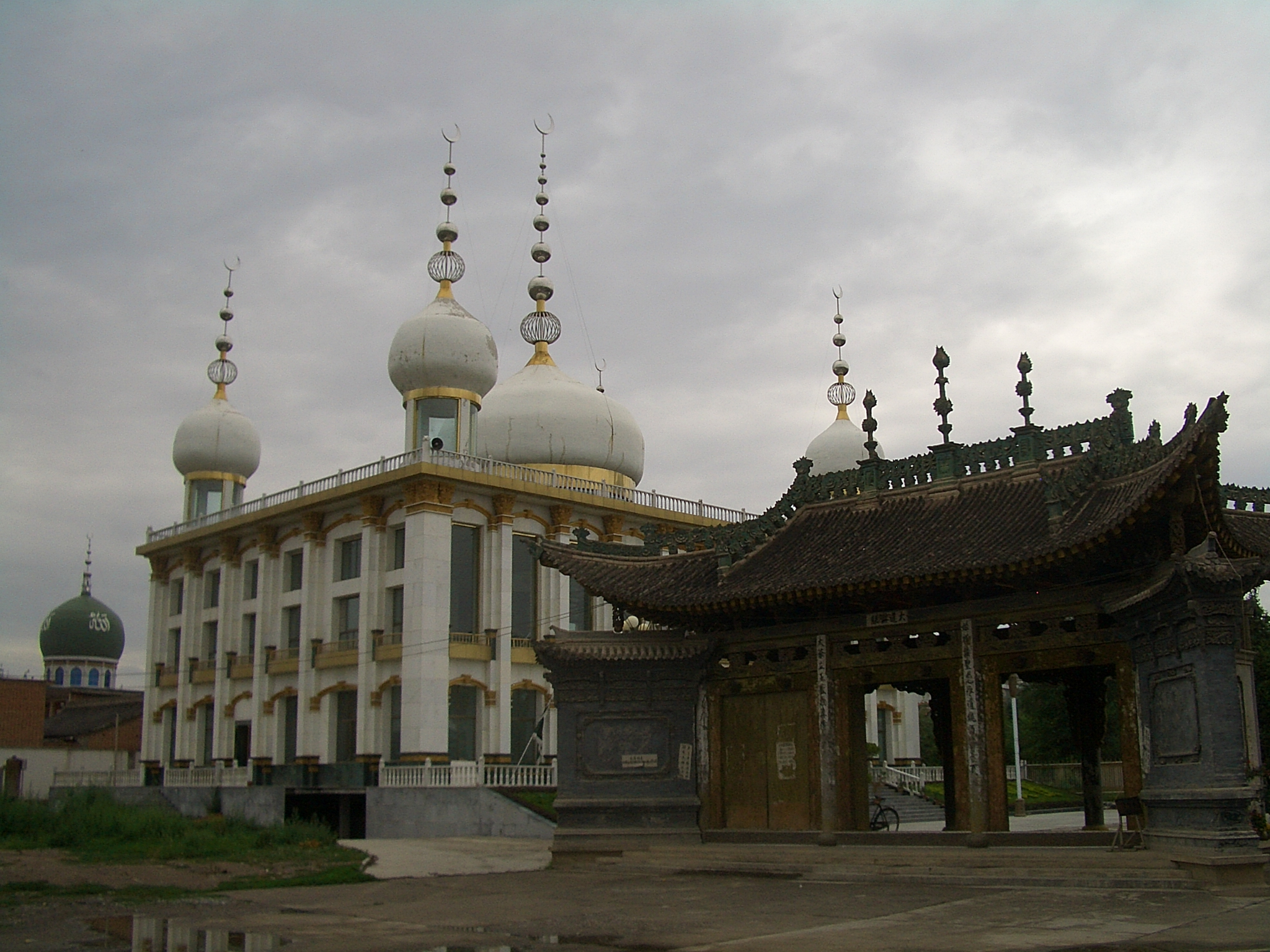
Hua Si Gongbei

Khufiyya oder Chufia ist ein hauptsächlich in Ningxia, Gansu und Qinghai verbreiteter Naqschbandi-Tariqa (Sufi-Orden) des Islam. Es ist eine der vier großen menhuan (Sufischulen) Chinas. Sie hat ihren Ursprung im zentralasiatischen Naqschbandi-Sufismus und wurde im 17. Jahrhundert in der Zeit des Qing-Kaisers Kangxi auf verschiedenen Wegen, darunter Xinjiang, nach Gansu, Ningxia und Qinghai eingeführt. Apak Hodscha (1625–1694) und insbesondere Ma Laichi (1681–1766) aus Linxia in Gansu werden gewöhnlich mit ihrer Einführung in Verbindung gebracht.
Der Name stammt von einem sich auf die Praxis des Vortrags des dhikr (Gedenkens an Gott) beziehenden arabischen Wort. Dies geschieht mit leiser Stimme, im Gegensatz zur vokalen Naqschbandi-Praxis der Jahriyya, wo es laut geschieht. Die Khufiyya -Schule wird deshalb im chinesischen auch als „Leise-Rezitations-Schule“ (disheng pai 低声派) oder „Leise-Vorlese-Schule“ (dinian pai 低念派) bezeichnet, eine weitere Bezeichnung für sie ist „Alte Lehre/Alte Religion“ (laojiao 老教).
Sie schenkt der Pilgerfahrt nach Mekka keine Aufmerksamkeit, sondern hat die gongbei 拱北 – d. h. die über den Gräbern ihrer Scheichs, Weisen oder Führer errichteten Kuppelbauten, arabisch qubba – als Glaubenszentren bzw. Pilgerziel.
Großes Gewicht wird auf jiaocheng 教乘 und auf das „eigene Glaubenssystem“ (daocheng 道乘) gelegt, das „stufenweise zur Entpersönlichung und zur mystischen Vereinigung mit Gott führt“ (Hu Fan).
Die Schule hat verschiedene Unterschulen: Bijiachang menhuan 毕家场门宦, Xianmen menhuan 鲜门门宦, Mufuti menhuan 穆夫提门宦, Huasi menhuan 华寺门宦, Lintao menhuan 临洮门宦, Liumen menhuan 刘门门宦, Mingdetang 明德堂, Mumen menhuan 胡门门宦, Beizhuang menhuan 北庄门宦, Hongmen menhuan 洪门门宦, Liangzhouzhang menhuan 凉州庄门宦, Jiangoujing menhuan 碱沟井门宦, Dingmen menhuan 丁门门宦, Famen menhuan 法门门宦 u. a.

### Nachschlagewerke
- Cihai („Meer der Wörter“), Shanghai cishu chubanshe, Shanghai 2002, ISBN 7-5326-0839-5